# Bróm-monofluorid
A bróm-monofluorid egy elég instabil interhalogén vegyület, képlete BrF. Előállítható bróm-trifluorid vagy bróm-pentafluorid és bróm reakciójával:
BrF3 + Br2 → 3 BrF
BrF5 + 2 Br2 → 5 BrF
Instabilitása miatt bár ki lehet mutatni, de még nem izolálták.
Szobahőmérsékleten bomlik, bróm-trifluorid, bróm-pentafluorid és bróm keletkezik belőle:
3 BrF = BrF3 + Br2
5 BrF = BrF5 + 2 Br2

## Fordítás
Ez a szócikk részben vagy egészben  a   Bromine monofluoride című angol Wikipédia-szócikk ezen változatának fordításán alapul.  Az eredeti cikk szerkesztőit annak laptörténete sorolja fel. Ez a jelzés csupán a megfogalmazás eredetét és a szerzői jogokat jelzi, nem szolgál a cikkben szereplő információk forrásmegjelöléseként.